# راي بينينغتون
راي بينينغتون (بالإنجليزية: Ray Pennington)‏ هو منتج أسطوانات وكاتب أغاني ومغني أمريكي، ولد في 22 ديسمبر 1933 في مقاطعة كلاي في الولايات المتحدة.

## وصلات خارجية
- راي بينينغتون على موقع ميوزك برينز (الإنجليزية)
- راي بينينغتون على موقع ديسكوغز (الإنجليزية)